# 高度利用地区
高度利用地区（こうどりようちく）とは、都市計画法第8条に規定されている「地域地区」の1つである。

## 概要
都市計画法第9条に定める「用途地域内の市街地における土地の合理的かつ健全な高度利用と都市機能の更新とを図るため、建築物の容積率の最高限度及び最低限度、建築物の建ぺい率の最高限度、建築物の建築面積の最低限度並びに壁面の位置の制限を定める地区」である。
用途地域の指定があるところに重ねて指定され、用途地域の指定を補完する。小規模建築物の建築を抑制するとともに建築物の敷地内に有効な空地を確保することで土地の高度利用に特化した制限を設ける地区に定められる。高度利用地区内においては、建築物の容積率・建ぺい率・建築面積・壁面の位置は、都市計画で定められた内容に適合するものでなければならない。具体的な制限内容は自治体によって異なる。
「高度利用」とは有効活用という趣旨であり、建築物の「高さ」そのものは他の規制に反しない限り制限されない。なお、都市再生特別地区および特定用途誘導地区、特定地区計画等ともに、都市計画に市街地再開発事業の施行区域を定める際の要件の一つとなっている。(いわゆる3条要件。)。